# 1238 w polityce

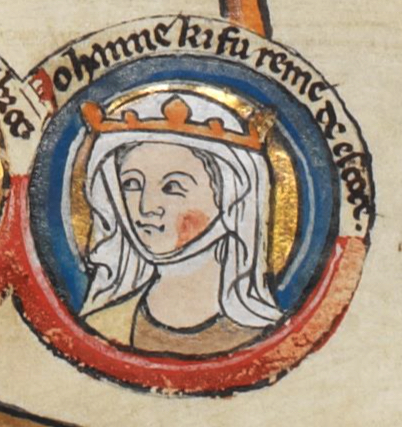
Joanna Plantagenet

Wydarzenia polityczne w 1238 roku.

## Wydarzenia
- Jakub I, król Aragonii, podbił emirat Walencji[1][2].
- Emir Grenady został lennikiem królestwa Kastylii[1][3].
- Początek panowania Henryka Pobożnego (do 1241)[4].

## Zmarli
- 4 marca Joanna Plantagenet, królowa Szkocji, pierwsza żona króla Aleksandra II[5].
- Henryk I Brodaty, książę śląski[6].